# 아일린 (영화)
《아일린》(영어: Eileen)은 2023년 개봉한 미국의 심리 스릴러 영화이다. 2016년 맨부커상 후보작이었던 오테사 모시페그의 동명 소설을 원작으로 한다. 윌리엄 올드로이드가 감독을 맡았다.

## 출연
- 토머신 매켄지 - 아일린 던롭
- 앤 해서웨이 - 리베카
- 셰이 위검 - 짐 던롭
- 오언 티그 - 랜디
- 마린 아일랜드 - 리타 포크
- 제퍼슨 화이트 - 벅 워런
- 토니 파타노 - 스티븐스 부인
- 쇼반 팰런호건 - 머리 부인
- 샘 니볼라 - 샘 포크